# Zbędowe Skały
Zbędowe Skały – dwie skały w prawych zboczach Doliny Będkowskiej na Wyżynie Krakowsko-Częstochowskiej, administracyjnie w granicach wsi Łazy w województwie małopolskim, w powiecie krakowskim, w gminie Jerzmanowice-Przeginia. Znajdują się w jej bocznym wąwozie, którym prowadzi zielony szlak turystyczny z miejscowości Łazy do dna Doliny Będkowskiej. Skały nie znajdują się jednak na dnie wąwozu, lecz wysoko, na jego lewych zboczach pod wierzchowiną. Są to zbudowane są z twardego wapienia skalistego dwa ostańce. Na większym z nich uprawiana jest wspinaczka skalna.

## Drogi wspinaczkowe
Wyższa Zbędowa Skała to podzielona dwoma pionowymi szczelinami skała przez wspinaczy skalnych opisywana jako Zbędowa Skała I, II i III. Ma wysokość 10–14 m. Na jej południowo-zachodniej ścianie jest 15 dróg wspinaczkowych o trudności od IV do VI+ w skali trudności polskiej oraz jeden projekt. Wszystkie pierwsze przejścia dróg miały miejsce w 2011 roku. Drogi nie mają zamontowanych stałych punktów asekuracyjnych, wspinaczka z własną asekuracją.

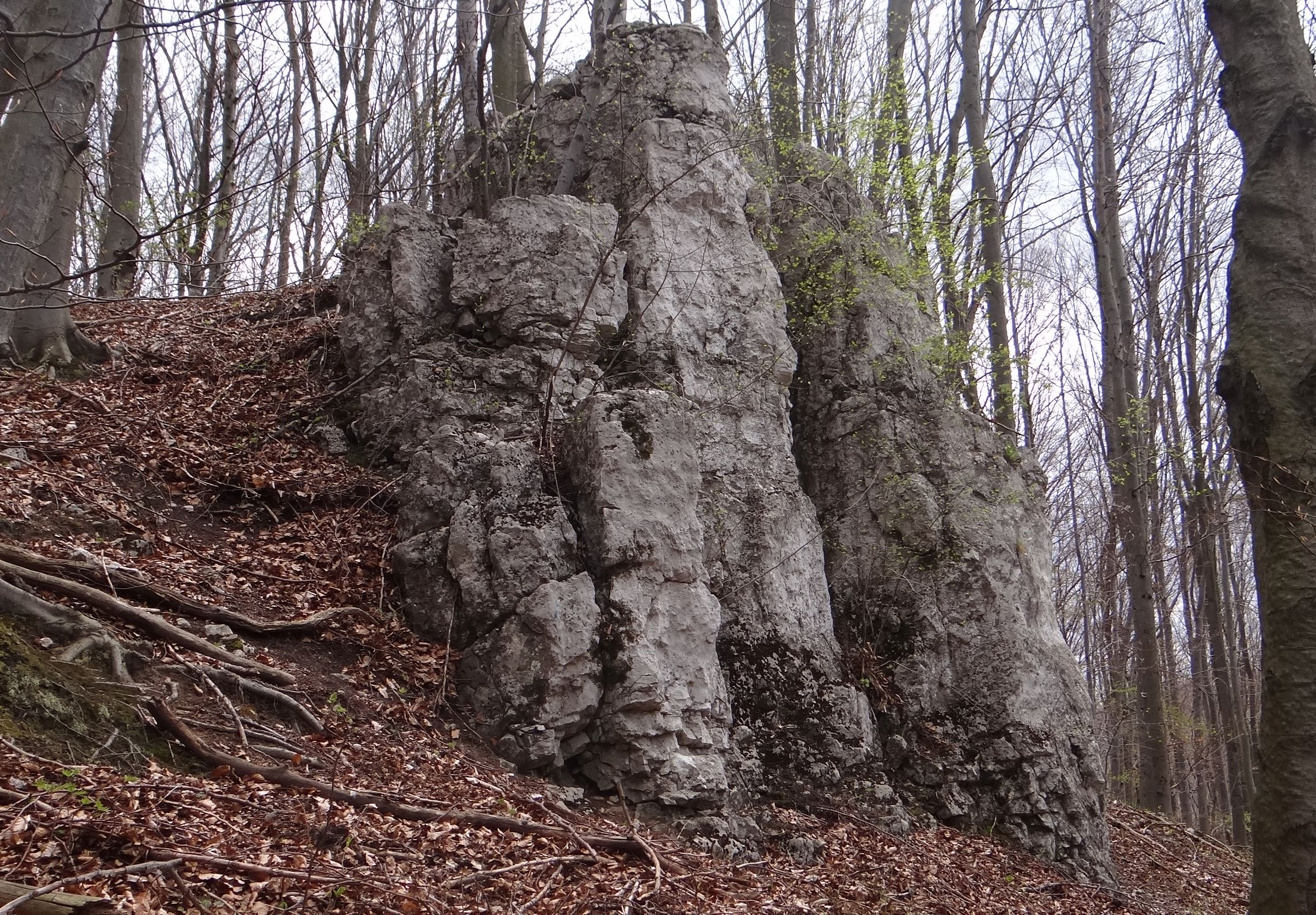
Zbędowa Skała (większa)
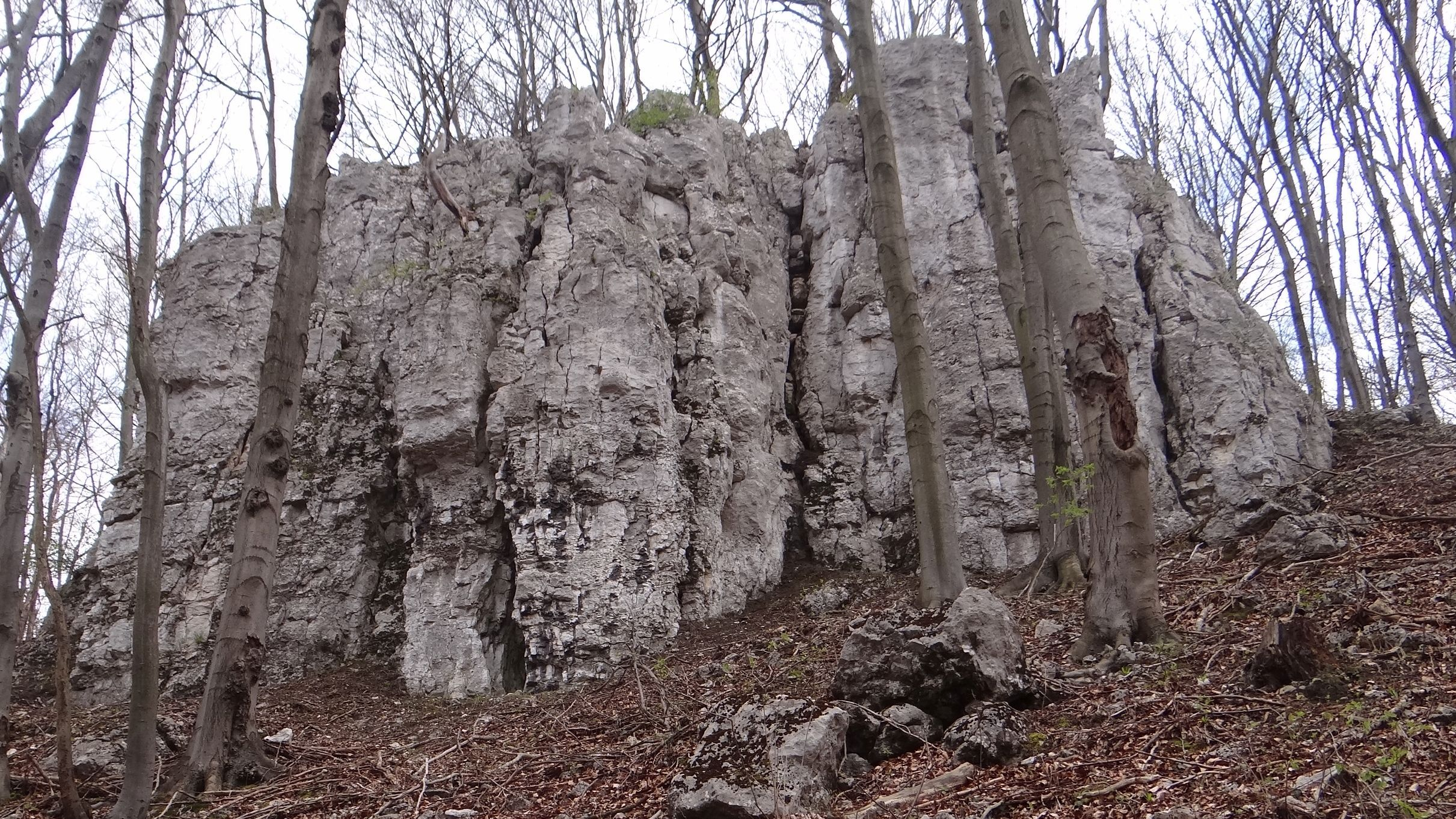
Zbędowa Skała (większa)
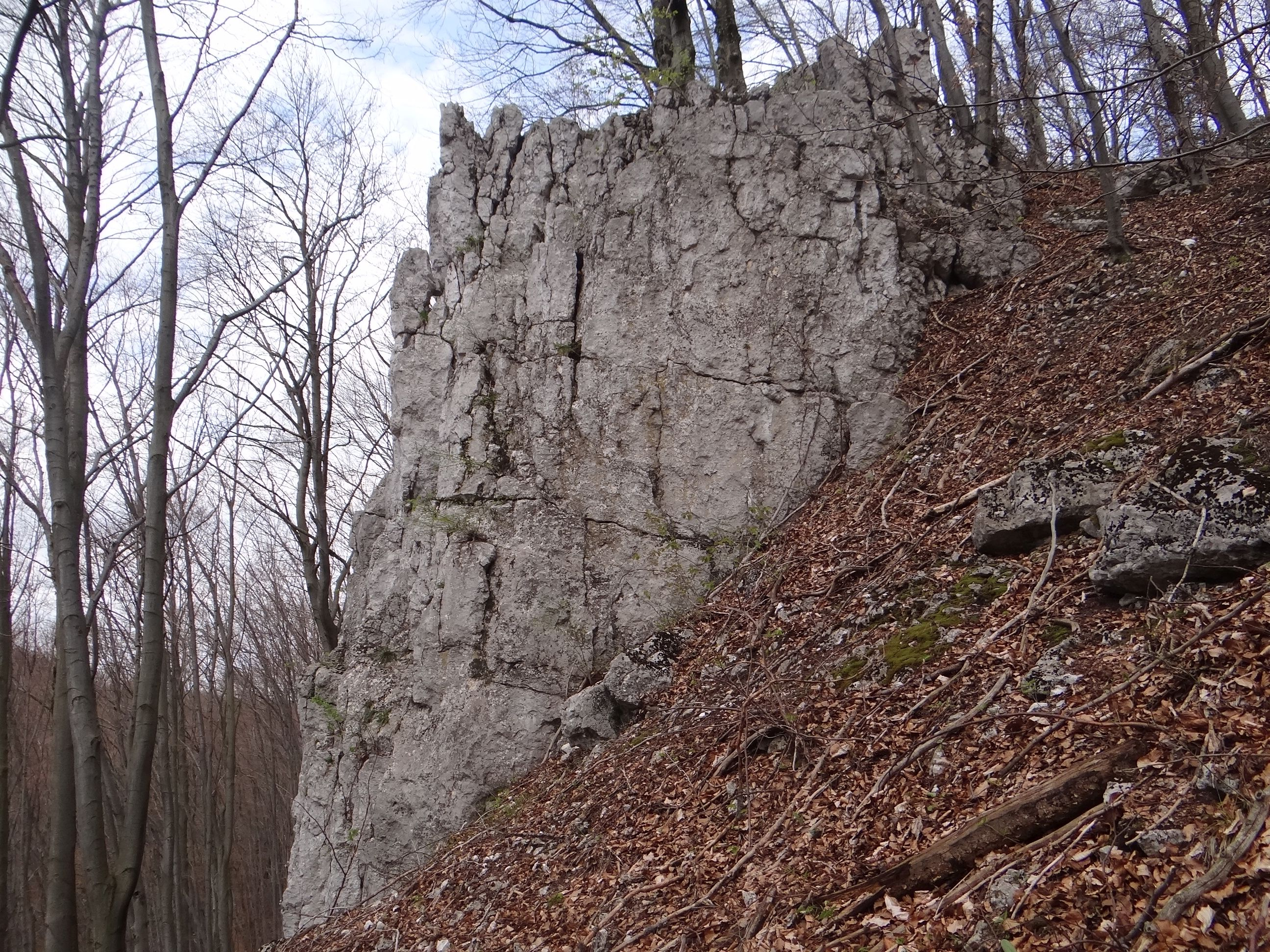
Zbędowa Skała (większa)
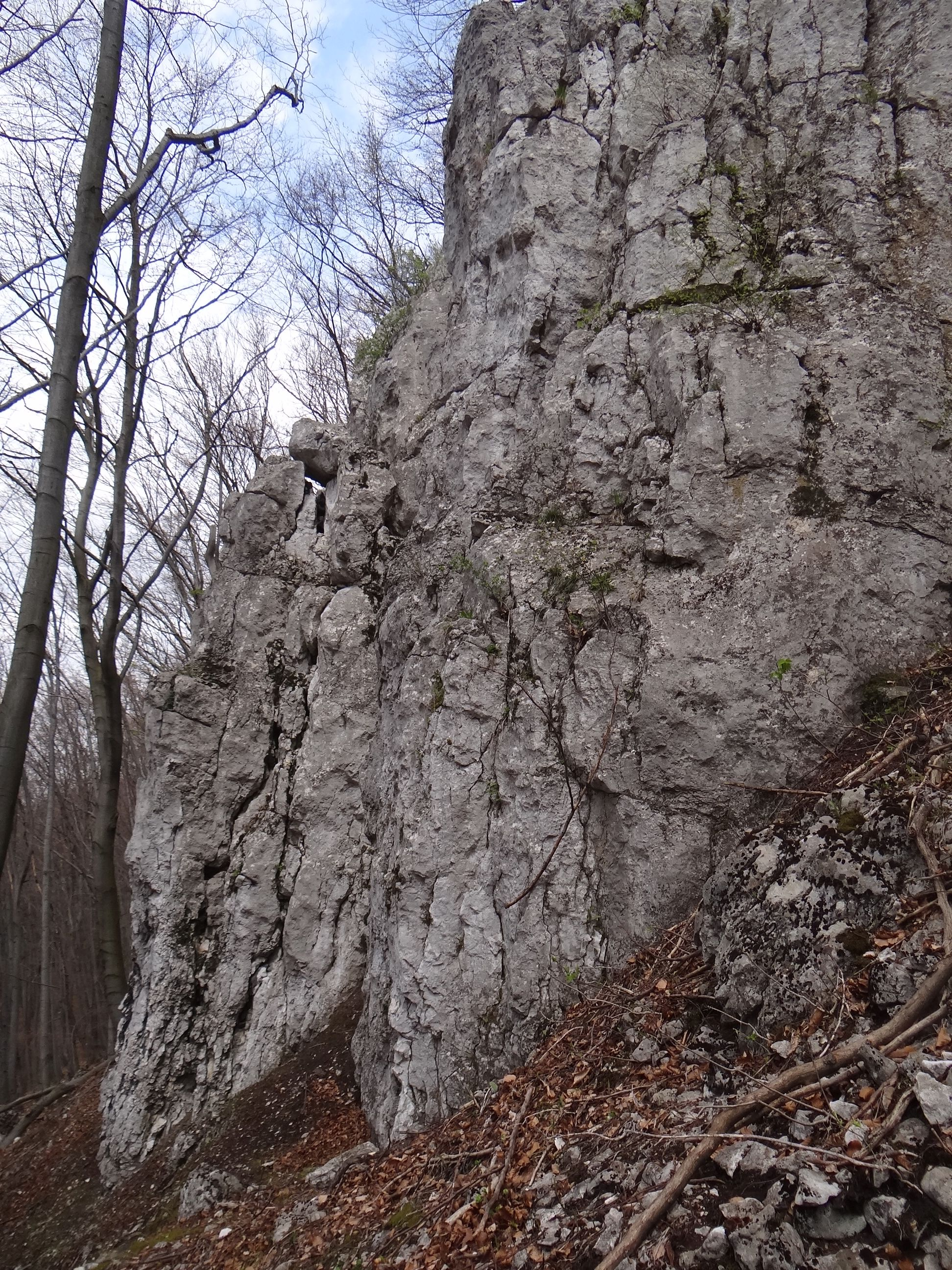
Zbędowa Skała (większa)
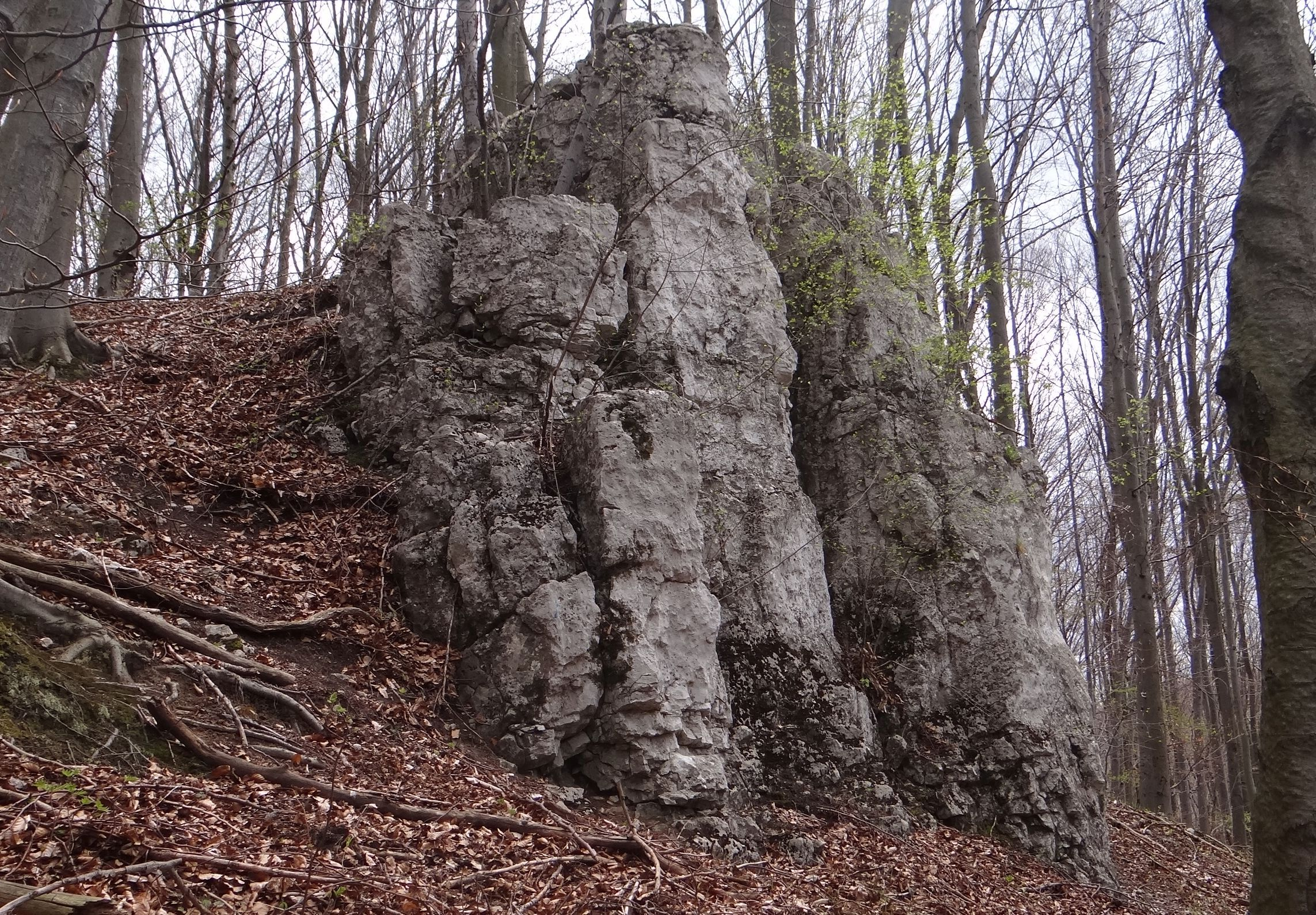
Zbędowa Skała (mniejsza)
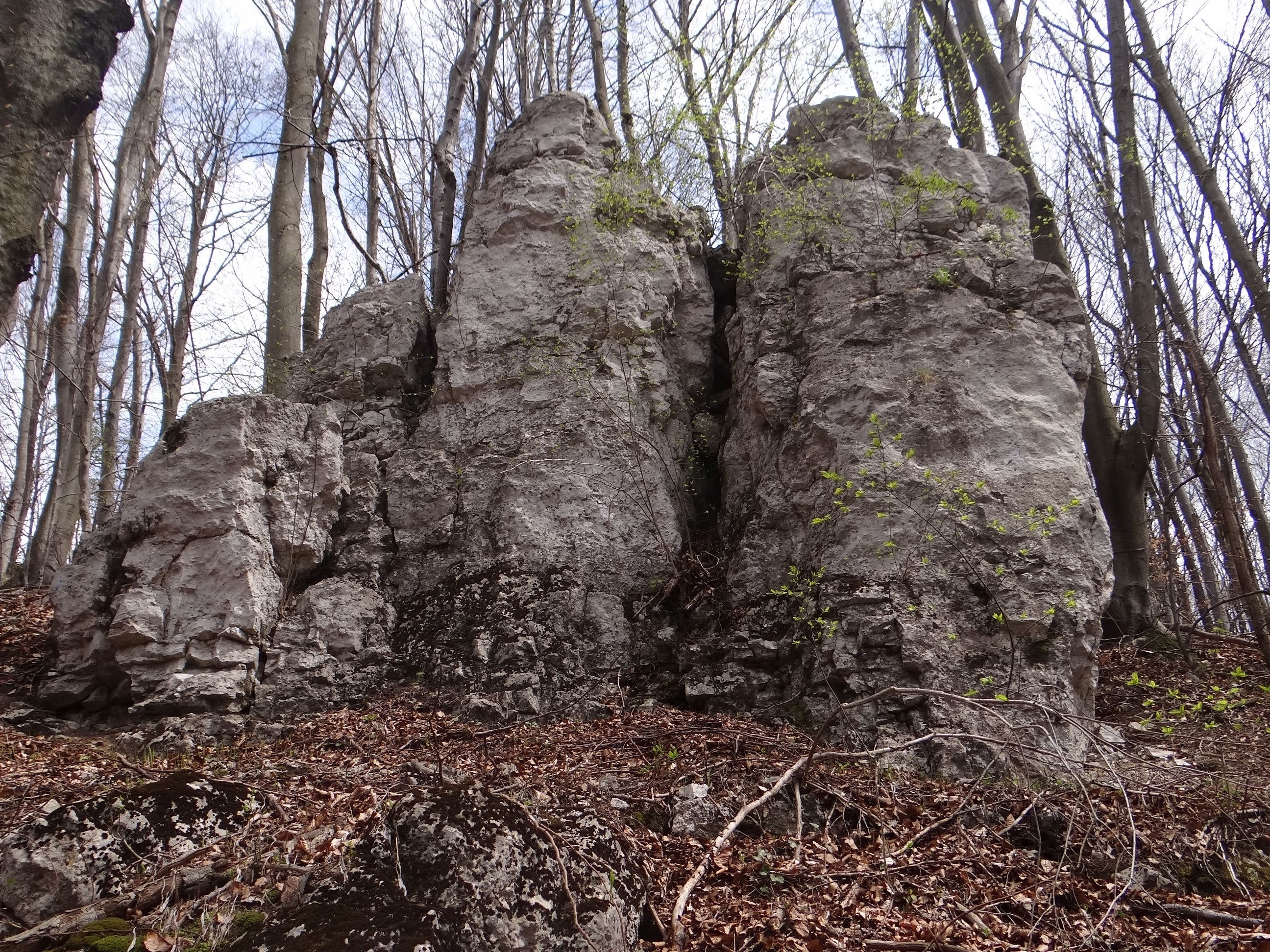
Zbędowa Skała (mniejsza)
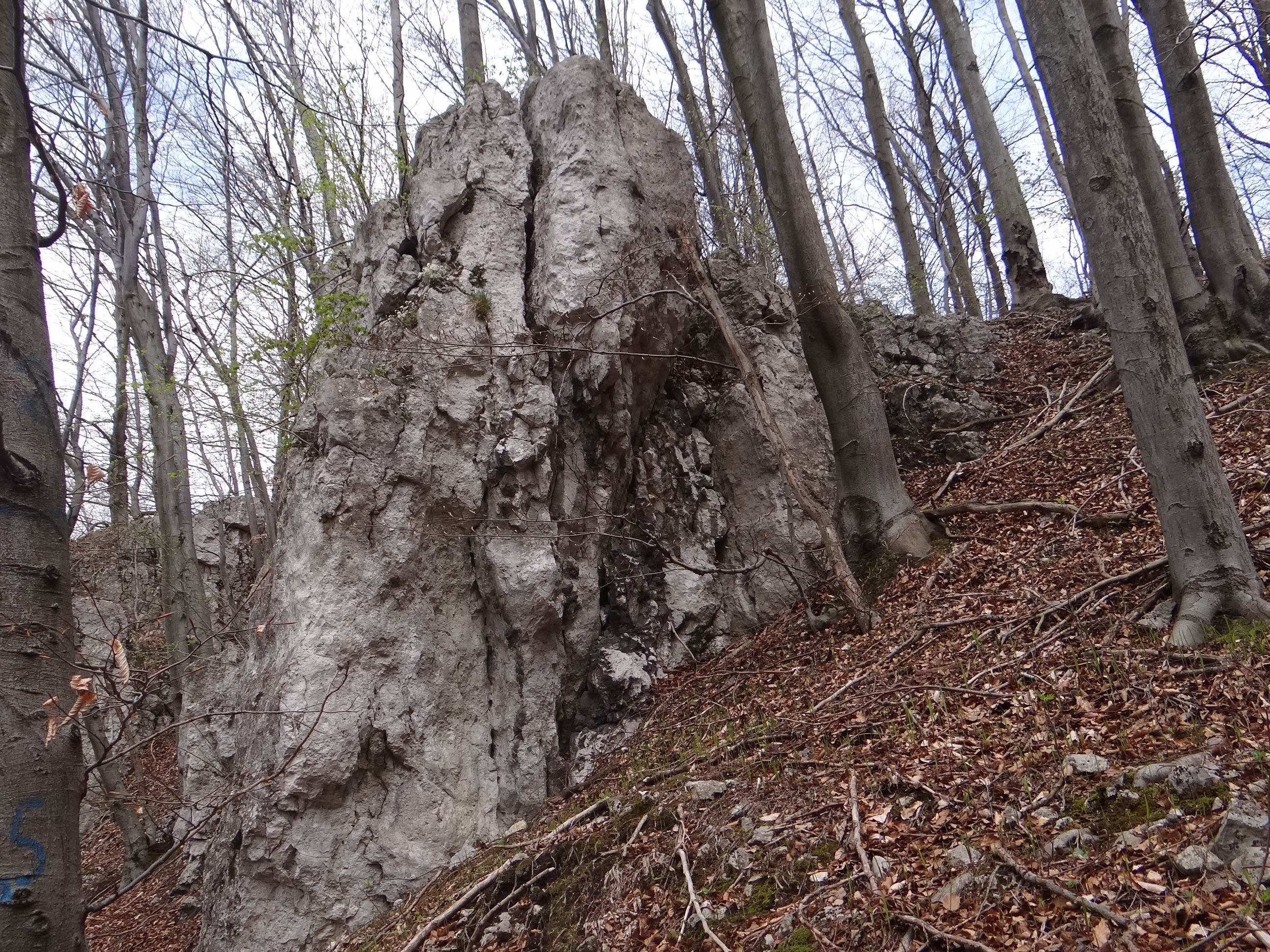
Zbędowa Skała (mniejsza)

Zbędowa Skała I
1. Mylny błąd; VI, 13 m
2. Bez jaja; VI, 13 m
3. Babilon centrale; V+, 14 m
4. Polską rządzi wieś; IV, 14 m

Zbędowa Skała II
1. Urodziłem się w Małkini; VI, 14 m
2. Tym bardziej; V, 14 m
3. Wszystkich boli zad; VI, 14 m
4. Nie mów hop; VI, 14 m
5. Pola śmierci; IV, 13 m
6. Pola relaksu; V, 13 m
7. Projekt; 14 m
8. Płytki na życie; VI+, 14 m

Zbędowa Skała III
1. Skojarzenia to przekleństwo; IV, 14 m
2. Lemur na kwasie; V, 14 m
3. Płytki na życie; VI+, 14 m
4. Callanetics po śniadaniu, obiedzie i kolacji; IV, 14 m[3].